# Plaste

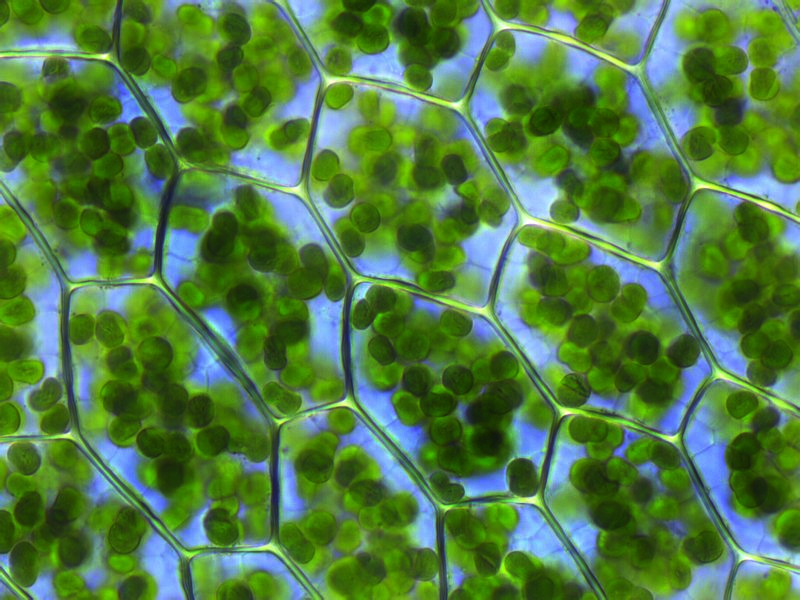
Cellules végétales de la mousse ' avec les chloroplastes visibles.

Les différents types de plastes.

Le plaste, appelé aussi plastide, est un organite présent dans les cellules des eucaryotes chlorophylliens (algues et plantes). Un plaste possède une enveloppe composée d'une ou plusieurs membranes. Suivant la cellule, les plastes peuvent se spécialiser pour accomplir certaines fonctions, ainsi les chloroplastes sont le siège de la photosynthèse, les amyloplastes sont spécialisés dans le stockage d'amidon, ou encore les chromoplastes qui donnent leurs couleurs aux fruits.
Le plastidome désigne l'ensemble des plastes de ces cellules.

## Matériel génétique
L'ADN plastidial diffère légèrement de l'ADN du noyau cellulaire et de l'ADN mitochondrial. En particulier par une présence plus forte pour le couple Guanosine-Cytosine.
La teneur en ADN est plus élevée dans les plastes que dans les mitochondries.
L'ADN plastidial circulaire mesure entre 0,04mm et 0,3 mm de long.
L'ensemble du matériel génétique d'un plaste est appelé plastome par analogie au génome.

## Origine
Les plastes des eucaryotes photosynthétiques sont les produits évolutifs d'endosymbioses dont la première a eu lieu il y a 1,5 milliard d'années environ.
Parmi l'ensemble des eucaryotes photosynthétiques, trois lignées possèdent un plaste à deux membranes : rhodoplaste chez les Rhodophyta (algues rouges), chloroplaste chez les Viridiplantae (algues et plantes vertes), et muroplaste chez les Glaucophyta. Toutes les autres détiennent un plaste à 3 ou 4 membranes issus d'une endosymbiose secondaire et tertiaire.

## Types de plastes

Interconversions plastidiales.

On distingue de nombreux types de plastes, dont 6 sont interconvertibles :
- les proplastes, ou plastes non différenciés.
- les chloroplastes, où a lieu la photosynthèse ; ils contiennent de la chlorophylle.
- les chromoplastes. Ils contiennent des pigments autres que la chlorophylle : les caroténoïdes (dont les xanthophylles ou le lycopène).
- les leucoplastes, sans pigment. Ils synthétisent des essences et des résines.
- les amyloplastes servent au stockage des grains d'amidon.
- les étioplastes, dans les tissus peu exposés à la lumière.

Un plaste peut changer de type. C'est le processus d'interconversion plastidiale. Par exemple, un leucoplaste de pommes de terre peut se transformer en chloroplaste à la lumière ; un chloroplaste de citron devient chromoplaste au cours de la maturation du fruit.
Il existe aussi les oléoplastes, les protéoplastes, etc.
En outre, on trouve un plaste vestigial chez certaines Apicomplexa (tel que le protozoaire Plasmodium falciparum, agent de la malaria), l'apicoplaste, entouré de deux doubles membranes, il n'est pas capable de photosynthèse.

## Comparaison
- Proplaste et plaste
  - Chloroplaste et étioplaste
  - Chromoplaste
  - Leucoplaste
    - Amyloplaste
      - Statolithe

    - Oléoplaste
    - Protéinoplaste